# 1970 aux États-Unis
Pour des articles plus généraux, voir Chronologie des États-Unis et 1970.
Chronologie des États-Unis
- 1966
- 1967
- 1968
- 1969
- 1970
- 1971
- 1972
- 1973
- 1974

Cette page concerne des événements d'actualité qui se sont produits durant l'année 1970 du calendrier grégorien aux États-Unis.

## Gouvernement
- Président : Richard Nixon
- Vice-président : Spiro Agnew
- Secrétaire d'État :
- Chambre des représentants - Président

## Événements
- 11 avril : lancement de la mission lunaire Apollo 13.
- 22 avril : le premier Jour de la Terre, aux États-Unis, mobilise 20 millions de personnes. Le Congrès crée une Agence de la protection de l’environnement et vote une législation contraignante sur la qualité de l’air.
- 30 avril : invasion terrestre du Cambodge. L'armée Sud-vietnamienne envahit le pays avec l'appui de l'US Air Force et de 30 000 soldats américains, mobilisés pour l'opération. L'objectif est de détruire les bases nord-vietnamiennes alimentant la résistance du Vietcong. L'invasion sera  un échec et les Américains se retireront de la péninsule.
- 4 mai : meurtre de quatre étudiants par la garde nationale de l’Ohio lors d’une manifestation contre la guerre du Viêt Nam sur le campus de l'université d'État de Kent. Les étudiants de 400 universités et collèges se mettent en grève.
- 9 mai : 100 000 personnes manifestent à Washington D.C. contre le meurtre de 4 étudiants survenu 5 jours plus tôt et la politique étrangère des États-Unis au Vietnam.
- 21 mai : Airport and Airway Development Act. Loi affectant 11 milliards de dollars au développement des infrastructures aéroportuaires.
- 29 juin : retrait de l'armée américaine du Cambodge. Mais les bombardements de l'US Air Force continuent sur le pays.
- 1er juillet : création du Airport and Airway Trust Fund, fond fédéral chargé de l'entretien et des investissements, concernant  les infrastructures portuaires. Il est budgetisé par des droits d'accise prélevés sur les billets d'avion.
  - Abrogation de la surtaxe de 5 % instituée par le Revenue and Expenditure Control Act.  Les dépenses sociales sont majorées de 10 milliards de dollars avec la hausse du chômage. Baisse de 8,5 milliards de dollars des dépenses civiles et militaires.
- 20 juillet : Nixon lance le Plan Philadelphie, instaurant une discrimination positive au bénéfice des Noirs américains.
- 27 septembre : Début de la tournée européenne du président Richard Nixon. Au cours de son voyage, il rencontrera les chefs d'Etat italiens, yougoslave, espagnol, anglais et irlandais.
- 8 septembre : début du procès des Panther 21, membres de la section new-yorkaise des Black Panthers accusés d'« association de malfaiteurs en vue de commettre des actes de terrorisme ».
- 15 octobre : Racketeer Influenced and Corrupt Organizations Act.  Prenant conscience de l'influence des organisations criminelles, comme la Mafia,  le Congrès décrète  des mesures contre le crime organisé et instaure  notamment le délit « d'appartenance à une entreprise criminelle ».  Les moyens du FBI sont renforcées et celui-ci est habilité à enquêter sur les organisations criminelles agissant sur le territoire. La loi instaure le Programme fédéral des États-Unis pour la protection des témoins, chargé de la protection des témoins, administré par le département de la Justice des États-Unis, surveillé par les agents du United States Marshals Service et conçu pour protéger les témoins menacés avant, pendant, et après un procès, dans  le but de lutter contre le crime organisé en incitant les témoignages malgré les menaces.
- 9 novembre : La Cour Suprême confirme par 6 voix contre 3 que le refus d'accomplir son service militaire est conforme à la constitution. Cet arrêt autorise notamment le boxeur Cassius Clay à remonter sur le ring. Celui-ci avait perdu sa licence par décision judiciaire après son refus de servir dans l'armée en 1966 pour combattre au Vietnam.
- Décembre : Enquête du Winter Soldier (en) : plusieurs centaines de vétérans du Viêt Nam se rendent à Détroit pour témoigner des atrocités auxquelles ils ont participé ou assisté.
- 2 décembre : Le président Nixon fonde La United States Environmental Protection Agency (EPA, ou « Agence américaine de protection de l’environnement »), une agence indépendante du gouvernement des États-Unis pour étudier et protéger la nature et la santé des citoyens des États-Unis. Créée dans la foulée du jour de la Terre le 2 décembre 1970, elle est pour mission de « protéger la santé humaine et de sauvegarder les éléments naturels — l’air, l’eau et la terre — essentiels à la vie. »
- 29 décembre : loi sur la santé et la sécurité au travail. Création de l'Occupational Safety and Health Administration (OSHA). Cet organisme fédéral indépendant contrôle la sécurité et l’hygiène des lieux de travail.

## Économie et société
- 976,5 milliards de dollars de PNB.
- Léger excédent commercial.
- Le budget fédéral atteint 194,6 milliards de dollars.
- 2,6 milliards de déficit public aux États-Unis.
- 6,2 % de chômeurs
- L'administration Nixon commence les premières coupes budgétaires dans les forces armées. Le budget de la défense est ramené à 87 milliards de dollars[1].
- 146 milliards de dollars de dépenses sociales[1]
- Les forces américaines présentes au Vietnam sont réduites à 335 000 hommes.
- Nouvelle politique de "Vietnamisation", l'armée sud vietnamienne est désormais en première ligne dans les combats, les soldats américains se cantonnant à un rôle de soutien et de conseiller.
- Le Congrès des Etats-Unis interdit aux troupes américaines de franchir la frontière sud-vietnamienne.

## Naissances en 1970
- 12 mai : Samantha Mathis, actrice américaine.
- 2 juillet : Derrick Adkins, coureur américain